# Renáta Csay
Renáta Csay (Győr, 21 de marzo de 1977) es una deportista húngara que compite en piragüismo en las modalidades de aguas tranquilas y maratón.
Ganó dos medallas en el Campeonato Mundial de Piragüismo, plata en 2013 y bronce en 2014, y dos medallas de oro en el Campeonato Europeo de Piragüismo, en los años 2012 y 2013. En los Juegos Europeos de Bakú 2015 consiguió una medalla de bronce en la prueba de K1 5000 m.
En la modalidad de maratón obtuvo 32 medallas en el Campeonato Mundial entre los años 1999 y 2022, y 20 medallas en el Campeonato Europeo entre los años 1997 y 2022.

## Palmarés internacional
| Campeonato Mundial | Campeonato Mundial          | Campeonato Mundial | Campeonato Mundial |
| Año                | Lugar                       | Medalla            | Competición        |
| ------------------ | --------------------------- | ------------------ | ------------------ |
| 2013               | Duisburgo (Alemania)        | Medalla de plata   | K1 5000 m          |
| 2014               | Moscú (Rusia)               | Medalla de bronce  | K1 5000 m          |
| Juegos Europeos    |                             |                    |                    |
| Año                | Lugar                       | Medalla            | Competición        |
| 2015               | Bakú (Azerbaiyán)           | Medalla de bronce  | K1 5000 m          |
| Campeonato Europeo |                             |                    |                    |
| Año                | Lugar                       | Medalla            | Competición        |
| 2012               | Zagreb (Croacia)            | Medalla de oro     | K1 5000 m          |
| 2013               | Montemor-o-Velho (Portugal) | Medalla de oro     | K1 5000 m          |

| Campeonato Mundial | Campeonato Mundial             | Campeonato Mundial | Campeonato Mundial |
| Año                | Lugar                          | Medalla            | Competición        |
| ------------------ | ------------------------------ | ------------------ | ------------------ |
| 1999               | Győr (Hungría)                 | Medalla de oro     | K2                 |
| 2000               | Dartmouth (Canadá)             | Medalla de oro     | K2                 |
| 2001               | Stockton-on-Tees (Reino Unido) | Medalla de plata   | K2                 |
| 2002               | Zamora (España)                | Medalla de oro     | K2                 |
| 2003               | Valladolid (España)            | Medalla de oro     | K1                 |
| 2003               | Valladolid (España)            | Medalla de oro     | K2                 |
| 2005               | Perth (Australia)              | Medalla de oro     | K2                 |
| 2006               | Trémolat (Francia)             | Medalla de plata   | K1                 |
| 2006               | Trémolat (Francia)             | Medalla de plata   | K2                 |
| 2007               | Győr (Hungría)                 | Medalla de plata   | K1                 |
| 2007               | Győr (Hungría)                 | Medalla de plata   | K2                 |
| 2008               | Týn nad Vltavou ( Rep. Checa)  | Medalla de plata   | K2                 |
| 2009               | Vila Nova de Gaia (Portugal)   | Medalla de plata   | K1                 |
| 2009               | Vila Nova de Gaia (Portugal)   | Medalla de plata   | K2                 |
| 2010               | Bañolas (España)               | Medalla de oro     | K1                 |
| 2010               | Bañolas (España)               | Medalla de oro     | K2                 |
| 2011               | Singapur (Singapur)            | Medalla de oro     | K1                 |
| 2011               | Singapur (Singapur)            | Medalla de oro     | K2                 |
| 2012               | Roma (Italia)                  | Medalla de oro     | K1                 |
| 2012               | Roma (Italia)                  | Medalla de oro     | K2                 |
| 2013               | Copenhague (Dinamarca)         | Medalla de oro     | K1                 |
| 2013               | Copenhague (Dinamarca)         | Medalla de plata   | K2                 |
| 2014               | Oklahoma City (Estados Unidos) | Medalla de oro     | K1                 |
| 2014               | Oklahoma City (Estados Unidos) | Medalla de oro     | K2                 |
| 2015               | Győr (Hungría)                 | Medalla de oro     | K2                 |
| 2015               | Győr (Hungría)                 | Medalla de plata   | K1                 |
| 2016               | Brandeburgo (Alemania)         | Medalla de oro     | K1                 |
| 2016               | Brandeburgo (Alemania)         | Medalla de oro     | K2                 |
| 2017               | Pietermaritzburg (Sudáfrica)   | Medalla de plata   | K2                 |
| 2018               | Vila Verde (Portugal)          | Medalla de oro     | K2                 |
| 2019               | Shaoxing (China)               | Medalla de oro     | K2                 |
| 2022               | Ponte de Lima (Portugal)       | Medalla de plata   | K2                 |
| Campeonato Europeo |                                |                    |                    |
| Año                | Lugar                          | Medalla            | Competición        |
| 1997               | Pavía (Italia)                 | Medalla de plata   | K2                 |
| 1999               | Gorzów Wielkopolski (Polonia)  | Medalla de oro     | K2                 |
| 2001               | Győr (Hungría)                 | Medalla de oro     | K2                 |
| 2003               | Gdansk (Polonia)               | Medalla de oro     | K1                 |
| 2003               | Gdansk (Polonia)               | Medalla de oro     | K2                 |
| 2007               | Trenčín (Eslovaquia)           | Medalla de oro     | K1                 |
| 2007               | Trenčín (Eslovaquia)           | Medalla de oro     | K2                 |
| 2009               | Ostróda (Polonia)              | Medalla de oro     | K1                 |
| 2014               | Piešťany (Eslovaquia)          | Medalla de oro     | K1                 |
| 2015               | Bohinj (Eslovenia)             | Medalla de oro     | K1                 |
| 2015               | Bohinj (Eslovenia)             | Medalla de oro     | K2                 |
| 2016               | Pontevedra (España)            | Medalla de oro     | K1                 |
| 2016               | Pontevedra (España)            | Medalla de oro     | K2                 |
| 2017               | Ponte de Lima (Portugal)       | Medalla de oro     | K1                 |
| 2017               | Ponte de Lima (Portugal)       | Medalla de oro     | K2                 |
| 2018               | Metković (Croacia)             | Medalla de oro     | K1                 |
| 2018               | Metković (Croacia)             | Medalla de plata   | K2                 |
| 2019               | Decize (Francia)               | Medalla de oro     | K2                 |
| 2021               | Moscú (Rusia)                  | Medalla de oro     | K2                 |
| 2022               | Silkeborg (Dinamarca)          | Medalla de plata   | K2                 |